# Кабинет на Шверин фон Крозиг
Кабинетът Шверин фон Крозиг през май 1945 г. е последният правителствен кабинет при управлението на краткотрайния президент на Нацистка Германия Карл Дьониц.
Наричан е също Фленсбургско правителство, тъй като седалището на държавното управление (президент и правителство) е в град Фленсбург, провинция Шлезвиг-Холщайн, на 5 километра от границата с Дания.
Сформиран е след самоубийството на Йозеф Гьобелс на 1 май (който е райхсканцлер само 2 дни). Просъществува до пленяването на неговите членове от силите на Великобритания на 23 май 1945 година. Ръководителят на правителството се самонарича главен министър (вместо „райхсканцлер“).

## Кабинетен състав (2 май 1945 – 23 май 1945)
Кабинетът се състои от следните министри:
| Портрет | Имена (роден – починал)             | Длъжност (мандат)                                                         | Управляваща партия    |
| ------- | ----------------------------------- | ------------------------------------------------------------------------- | --------------------- |
|         | Луц Шверин фон Крозиг (1887 – 1977) | канцлер 2 – 23 май 1945                                                   | NSDAP                 |
|         | Карл Дьониц (1891 – 1980)           | военен министър 2 – 23 май 1945                                           | NSDAP                 |
|         | Паул Гислер (1895 – 1945)           | министър на вътрешните работи 2 – 3 май 1945                              | NSDAP                 |
|         | Вилхелм Щукарт (1902 – 1953)        | министър на вътрешните работи 3 – 23 май 1945                             | NSDAP                 |
|         | Луц Шверин фон Крозиг (1887 – 1977) | министър на външните работи 2 – 23 май 1945                               | NSDAP                 |
|         | Ото Георг Тирак (1889 – 1946)       | министър на правосъдието 2 – 23 май 1945                                  | NSDAP                 |
|         | Алберт Шпеер (1905 – 1981)          | министър на икономиката 2 май 1945 – 23 май 1945                          | NSDAP                 |
|         | Луц Шверин фон Крозиг (1887 – 1977) | министър на финансите 2 – 23 май 1945                                     | NSDAP                 |
|         | Херберт Баке (1896 – 1947)          | министър на изхранването и земеделието 2 – 23 май 1945                    | NSDAP                 |
|         | Франц Зелте (1882 – 1947)           | министър на труда и социалната политика 2 – 23 май 1945                   | „Стоманен шлем“ NSDAP |
|         | Юлиус Дорпмюлер (1869 – 1945)       | министър на транспорта 2 – 23 май 1945                                    | NSDAP                 |
|         | Юлиус Дорпмюлер (1869 – 1945)       | министър на пощите 2 – 30 май 1945                                        | NSDAP                 |
|         | Вернер Науман (1909 – 1982)         | министър на народното просвещение и пропагандата 2 – 23 май 1945          | NSDAP                 |
|         | Алберт Шпеер (1905 – 1981)          | министър на оръжията, боеприпасите и въоръжаването 2 – 23 май 1945        | NSDAP                 |
|         | Роберт фон Грайм (1892 – 1945)      | министър на въздухоплаването 2 – 23 май 1945                              | NSDAP                 |
|         | Вилхелм Щукарт (1902 – 1953)        | министър на науката, възпитанието и народното образование 3 – 23 май 1945 | NSDAP                 |
|         | Алфред Розенберг (1893 – 1946)      | министър на окупираните източни територии 2 – 19 май 1945                 | NSDAP                 |